# Villarzel
Pour les articles homonymes, voir Villarzel (homonymie).
Villarzel (/vilaʀzɛl/) est une commune suisse du canton de Vaud, située dans le district de la Broye-Vully. Elle est le résultat de la fusion des anciennes communes de Rossens, Sédeilles et Villarzel le 1er juillet 2006. Elle est peuplée de 525 habitants en 2023. Son territoire, d'une surface de 768 hectares, se situe entre les vallées de la Broye et de la Glâne.

## Géographie
Le territoire de Villarzel s'étend sur 7,66 km2. Lors du relevé de 2013-2018, les surfaces d'habitations et d'infrastructures représentaient 6,4 % de sa superficie, les surfaces agricoles 70,1 %, les surfaces boisées 23,9 % et les surfaces improductives 0,0 %. 
La commune s'étend principalement dans la région montagneuse située entre les vallées de la Broye et de la Glâne. Elle est délimitée au nord par le village de Marnand, à 475 mètres d'altitude et s'étend ensuite en direction du sud en pente relativement douce, interrompue par les terrasses du bois des Râpes à 751 mètres d'altitude. À l'est, à la même hauteur que le bois des Râpes, se trouvent les villages de Sédeilles et de Rossens ainsi que la forêt de Farzin qui, avec 798 mètres d'altitude, représente le point culminant de la commune. À l'ouest, le terrain descend progressivement jusqu'à la dépression formée par la rivière Vauban.
En plus des villages de Sédeilles, Rossens et Villarzel, la commune compte encore le hameau de La Ville situé sur une crête au-dessus de la vallée du ruisseau de Marnand, le rural de Champs Paccot ainsi que quelques fermes isolées.

## Toponymie
Le nom de la commune, qui se prononce /vilaʀzɛl/, dérive du substantif roman villāre (domaine, hameau), suivi du suffixe diminutif -ĭcellu. Il signifie donc le petit domaine, le petit hameau.
Sa première occurrence écrite date de 1228, sous la forme de Vilarsel.
Son nom en patois vaudois est Velazî.

## Histoire

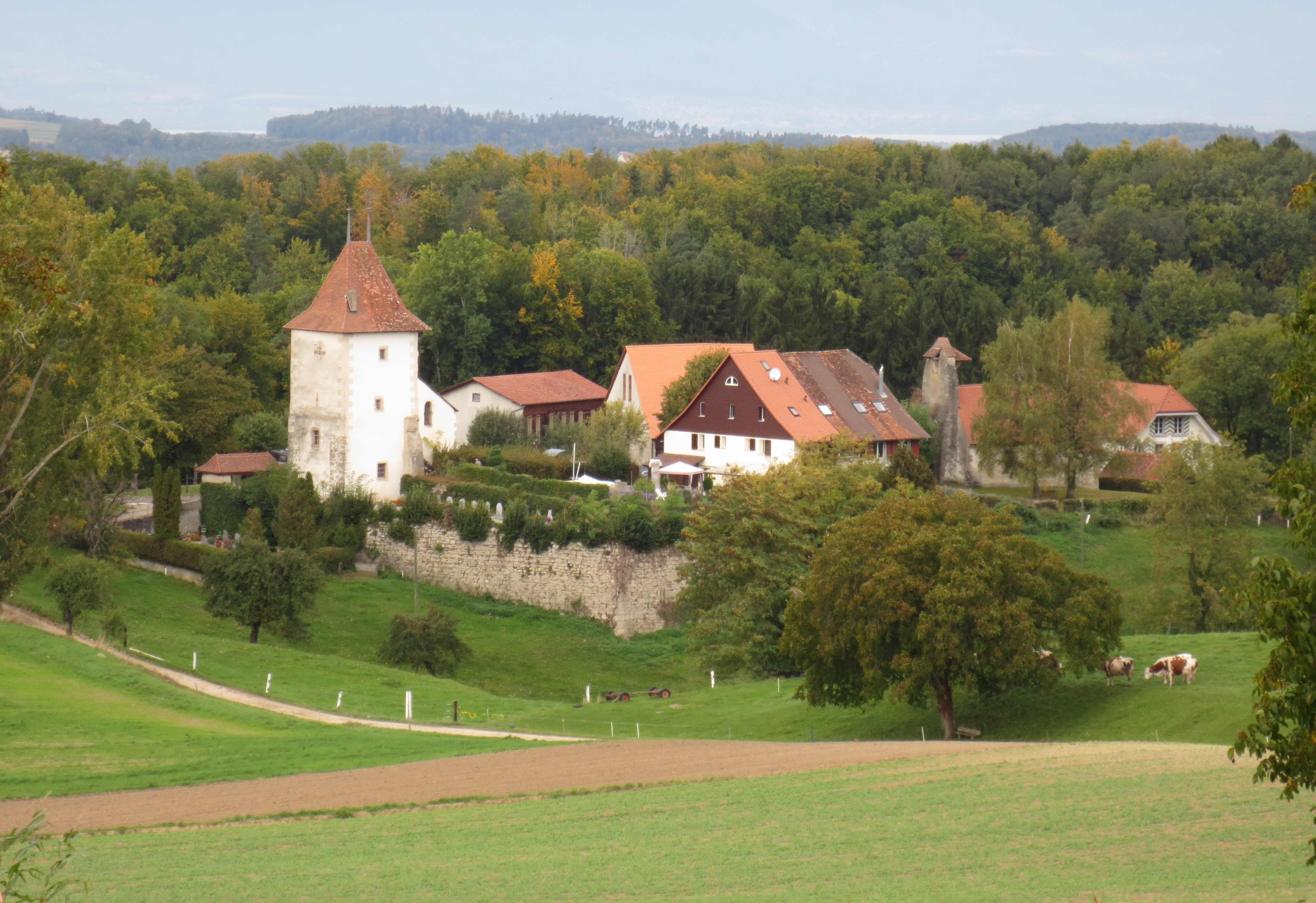
Le bourg fortifié de Villarzel, avec la tour à gauche et l'église à droite.

Photo aérienne (1963).

Villarzel a été mentionné dès 1228 sous le nom de Vilarsel. Le surnom de ce bourg fortifié était ensuite « Villarzel-l’Évêque », le village relevant de l’évêque de Lausanne, Berthold de Neuchâtel. Un château y fut construit en 1212 par ce dernier et fortifié en 1231 par l’évêque Boniface, qui y résidait volontiers. À la fin du XIIIe siècle, le château fut pris et brûlé par l’évêque Guillaume de Champvent, car le sire de Villarzel avait refusé de reconnaître ce château en fief.
Bannière levée, les gens de Villarzel ont à plusieurs reprises pillé Marnand, Trey ou Middes. Et le château fut plus d'une fois pris ou brûlé en partie. Puis, il disparut complètement, faute d’entretien. Seule une tour subsiste encore, qui fut une prison à l'époque des Bernois et un logement pour les pauvres durant la Révolution.
Villarzel adhéra à l’émancipation vaudoise en 1798, grâce ses délégués Jonas Rossier et Frédéric Bersier, et obtint ainsi que les droits de son abbaye militaire fussent maintenus. La paroisse de Villarzel fut la première du canton où les femmes purent voter, en 1910, pour la nomination d’un pasteur.
Le 1er juillet 2006, la commune de Villarzel a fusionné avec celles de Sédeilles et Rossens pour former la nouvelle commune de Villarzel.

### Héraldique
| Armes de Villarzel | Les armes de la commune de Villarzel se blasonnent ainsi : Parti d’argent et de gueules, à la tour couverte, accompagnée de trois étoiles mal-ordonnées, le tout de l’un à l’autre. Adoptées lors de la création de la commune en 2006, elles reprennent des éléments des blasons des trois anciennes communes : l'étoile vient de celui de Rossens, la tour de Villarzel de celui de Villarzel et l'organisation générale du blason de celui de Sédeilles. Les trois étoiles rappellent le nombre de communes ayant fusionné. |

## Politique
Lors des élections fédérales suisses de 2011, la commune a voté à 33,20 % pour l'Union démocratique du centre. Les deux partis suivants furent le Parti socialiste suisse avec 17,24 % des suffrages et le Parti libéral-radical avec 13,81 %.	
Lors des élections cantonales au Grand Conseil de mars 2011, les habitants de la commune ont voté pour le Parti libéral-radical à 35,10 %, l'Union démocratique du centre à 29,69 %, le Parti socialiste à 16,67 %, les Verts à 14,69 %,le Parti bourgeois démocratique et les Vert'libéraux à 3,44 % et Vaud Libre à 0,42 %.	
Sur le plan communal, Villarzel est dirigé par une municipalité formée de 5 membres et dirigée par un syndic pour l'exécutif et un Conseil général dirigé par un président et secondé par un secrétaire pour le législatif.

## Économie

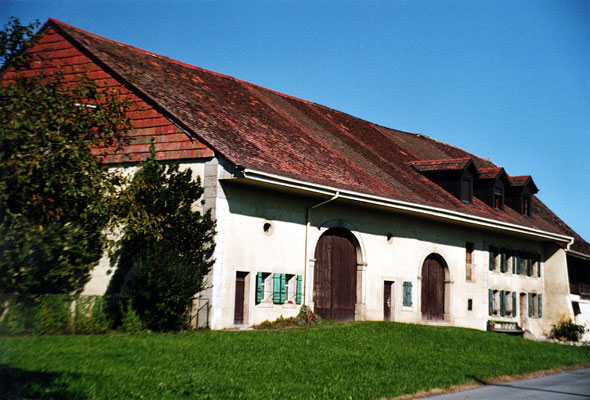
Ferme dans le village de Sédeilles.

Jusqu'à la seconde moitié du XXe siècle, la commune de Villarzel est principalement tournée vers l'agriculture et l'arboriculture. Dans les dernières décennies, elle s'est transformée en lieu résidentiel accueillant des habitants travaillant dans les villes voisines ; les villages accueillent encore quelques petites entreprises locales ainsi que trois restaurants.

## Patrimoine bâti
Le village de Villarzel est inscrit comme site ISOS. La commune compte également trois objets inscrits comme biens culturels d'importance régionale dans la liste cantonale dressée en 2009 : le site fortifié médiéval du Ressat, la maison de Bize et les ruines de l'ancien château du Châtelard.
Une tour, appuyée au mur d'enceinte du XIIIe siècle, est un souvenir de l'ancien château de Villarzel. Ce symbole communal figure à la fois sur l'ancien et le nouveau blason communal.
À proximité se trouve l'église, anciennement dédiée à saint Georges et mentionnée dès 1228 ; elle a été restaurée plusieurs fois.

## Population

### Surnom
Les habitants de la commune sont surnommés lè Pia (les pics en patois vaudois, peut-être pour leur propension à la causette).

### Démographie
Villarzel compte 525 habitants en 2023. Sa densité de population atteint 69 hab./km2.
Le graphique suivant résume l'évolution de la population des anciennes communes composant Villarzel entre 1850 et 2000 :

## Transports
Au niveau des transports en commun, Rossens, Sédeilles et Villarzel font partie de la communauté tarifaire fribourgeoise Frimobil. Le bus CarPostal reliant Romont à Payerne s'arrête dans ces trois localités. Celui reliant Romont à Avry s'arrête à Rossens et Sédeilles. Les trois villages sont aussi desservis par les bus sur appel Publicar, qui sont aussi un service de CarPostal.

## Vie communale
La commune compte plusieurs associations, parmi lesquelles un club des aînés, deux jeunesses (de Sédeilles et de Villarzel), ainsi qu'une amicale des sapeurs-pompiers.

## Personnalités
Rodolphe Rubattel, président suisse en 1954, est originaire de cette commune.